# Seznam jazyků používajících latinku
Toto je seznam jazyků, které jsou nebo byly zapisovány latinkou, u některých jazyků, o kterých neexistuje článek, je uvedena i jejich abeceda (a také u jazyků, u kterých není jejich abeceda zmíněna v článku o nich).

## Evropské jazyky
- albánština (abeceda A, B, C, Ç, D, Dh, E, Ë, F, G, Gj, H, I, J, K, L, Ll, M, N, Nj, O, P, Q, R, Rr, S, Sh, T, Th, U, V, X, Xh, Y, Z, Zh)

- arvánština (abeceda A, B, C, Ç, D, Dh, E, Ë, F, G, Gj, H, Hj, I, J, K, L, Lj, Ll, M, N, Nj, O, P, Q, R, Rr, S, Sh, T, Th, U, V, X, Xh, Y, Z, Zh[1])

- baskičtina (abeceda A, B, C, D, E, F, G, H, I, J, K, L, M, N, Ñ, O, P, Q, R, S, T, U, V, W, X, Y, Z)

### Baltské jazyky
- litevština
- lotyština

### Germánské jazyky
- alsasština (abeceda A, B, C, D, E, F, G, H, I, J, K, L, M, N, O, P, Q, R, S, T, U, V, W, X, Y, Z, Ä, À, É, Ö, Ü, Ù[2])

- angličtina

- cimbriština (abeceda A, Ä, B, C, Ć, D, E, F, G, H, I, J, K, L, M, N, O, Ö, P, Q, R, S, T, U, Ü, V, W, X, Y, Z[3])

- dánština (abeceda A, B, C, D, E, F, G, H, I, J, K, L, M, N, O, P, Q, R, S, T, U, V, W, X, Y, Z, Æ, Ø, Å)

- elvdalština
- faerština
- fríské jazyky
- islandština
- němčina
- nizozemština
- norština

- skotština (abeceda A, B, C, D, E, F, G, H, I, J, K, L, M, N, O, P, Q, R, S, T, U, V, W, X, Y, Z, Ȝ[4])

- švédština
- vilamovština

### Keltské jazyky
- bretonština (abeceda A, B, Ch, C'h, D, E, F, G, H, I, J, K, L, M, N, O, P, R, S, T, U, V, W, Y, Z[5])

- irština

- kornština (abeceda A, B, Ch, D, E, F, G, H, I, J, K, L, M, N, O, P, R, S, T, U, V, W, Y, Z[6])

- manština

- skotská gaelština

- velština (abeceda A, B, C, CH, D, DD, E, F, FF, G, NG, H, I, L, LL, M, N, O, P, PH, R, RH, S, T, TH, U, W, Y)

### Románské jazyky
- aragonština (abeceda A, B, C, D, E, F, G, H, I, J, K, L, M, N, Ñ, O, P, Q, R, S, T, U, V, W, X, Y, Z[7])

- arumunština (abeceda ã, b, c, (ch), d, (dh), (dz), e, f, g, (gh), h, i, j, k, l, (lj), m, n. (nj), o, p, r, s, (sh), t, (th), (ts), u, v, w, x, y, z)

- asturština (abeceda A, B, C, D, E, F, G, H, I, L, M, N, Ñ, O, P, R, S, T, U, V, X, Y, Z)

- benátština (abeceda A, B, C, Ç, D, E, F, G, H, I, J, K, L, Ł, M, N, O, P, R, S, T, U, V, X, Y, Z[8])

- francouzština

- furlanština (abeceda A, B, C, Ç, D, E, F, G, H, I, J, L, M, N, O, P, Q, R, S, T, U, V, Z)

- galicijština (abeceda A, B, C, D, E, F, G, H, I, L, M, N, Ñ, O, P, Q, R, S, T, U, V, X, Z).

- italština

- katalánština (abeceda A, B, C, Ç, D, E, F, G, H, I, J, K, L, M, N, O, P, Q, R, S, T, U, V, W, X, Y, Z)

- korsičtina (abeceda A, B, C, CHJ, D, E, F, G, GHJ, H, I, J, L, M, N, O, P, Q, R, S, T, U, V, Z)

- lombardština (neoficiální abeceda A, B, C, D, E, F, G, H, I, J, L, M, N, O, P, Q, R, S, T, U, V, Z[9])

- neapolština (abeceda A, B, C, D, E, F, G, H, I, J, K, L, M, N, O, P, Q, R, S, T, U, V, W, X, Y, Z[10])

- piemontština (abeceda A, B, C, D, E, Ë, F, G, H, I, J, L, M, N, Ò, O, P, Q, R, S, T, U, V, Z[11])

- portugalština
- rétorománština
- rumunština

- sardinština (abeceda A, À, B, C, D, E, È, F, G, H, I, Ì, J, L, M, N, O, Ò, P, Q, R, S, T, U, Ù, V, Z[12])

- sicilština (abeceda A, B, C, D, E, F, G, H, I, J, L, M, N, O, P, Q, R, S, T, U, V, Z[13])

- španělština

### Semitské jazyky
- maltština

### Slovanské jazyky
- běloruština (oficiálně funguje v cyrilice, ale existuje alternativní latinská verze) (abeceda A, B, C, Ć, Č, D, Dz, Dź, Dž, E, F, G, H, Ch, I, J, K, L, M, N, Ń, O, P, R, S, Ś, Š, T, U, Ŭ, V, Z, Ź, Ž)
- čeština
- dolnolužická srbština
- hornolužická srbština
- chorvatština
- kašubština (abeceda A, Ą, Ã, B, C, D, E, É, Ë, F, G, H, I, J, K, L, Ł, M, N, Ń, O, Ò, Ó, Ô, P, R, S, T, U, Ù, W, Y, Z, Ż)
- polština
- slezština
- slovenština
- slovinština (abeceda A, B, C, Č, D, E, F, G, H, I, J, K, L, M, N, O, P, R, S, Š, T, U, V, Z, Ž)
- srbština (k zápisu srbštiny se kromě latinky používá i cyrilice, která je písmem úředním. V ostatních případech jsou obě písma v Srbsku rovnocenné) (abeceda A, B, C, Č, Ć, D, Dž, Đ, E, F, G, H, I, J, K, L, Lj, M, N, Nj, O, P, R, S, Š, T, U, V, Z, Ž)

### Turkické jazyky
- gagauzština
- krymská tatarština

### Ugrofinské jazyky
- estonština

- finština (abeceda A, B, C, D, E, F, G, H, I, J, K, L, M, N, O, P, Q, R, S, T, U, V, X, Y, Z, Å, Ä, Ö)

- ižorština

- karelština (abeceda A, B, Č, D, E, F, G, H, I, J, K, L, M, N, O, P, R, S, Š, Z, Ž, T, U, V, Y, Ä, Ö, ')

- livonština
- maďarština
- inarijská sámština
- jižní sámština
- lulejská sámština
- severní sámština
- skoltská sámština

- umejská sámština (neoficiální abeceda A, Á, B, D, E, F, G, H, I, Í, J, K, L, M, N, O, P, R, S, T, U, Ú, V, y, Å, Ä, Ö[14])

- vepština
- võruština
- votština

## Asijské jazyky

### Austroasijské jazyky
- vietnamština

### Austronéské jazyky
- bikol, bicol (abeceda A, B, C, D, E, F, G, H, I, J, K, L, M, N, Ng, O, P, Q, R, S, T, U, V, W, X, Y, Z[15])

- cebuano (abeceda A, B, K, D, E, G, H, I, L, M, N, Ng, O, P, R, S, T, U, W, Y[16])

- Dawan (abeceda A, B, C, D, E, F, G, H, I, J, K, L, M, N, O, P, Q, R, S, T, U, V, W, X, Y, Z[17])

- chamorro (abeceda ’, A, Å, B, Ch, D, E, F, G, Gu, H, I, K, L, M, N, Ñ, Ng, O, P, R, Rr, S, T, U, Y)

- ilongo (abeceda A, B, K, D, E, G, H, I, L, M, N, Ng, O, P, R, S, T, U, W, Y[18])

- indonéština (abeceda A, B, C, D, E, F, G, H, I, J, K, L, M, N, O, P, Q, R, S, T, U, V, W, X, Y, Z[19])

- javánština (abeceda A, B, C, D, E, É, È, F, G, H, I, J, K, L, M, N, O, P, Q, R, S, T, U, V, W, X, Y, Z)

- malajština (abeceda A, B, C, D, E, F, G, H, I, J, K, L, M, N, O, P, Q, R, S, T, U, V, W, X, Y, Z)

- tagalog (abeceda A, B, C, D, E, F, G, H, I, J, K, L, M, N, Ñ, Ng, O, P, Q, R, S, T, U, V, W, X, Y, Z)

- jazyk tetum (abeceda A, Á, B, D, E, É, F, G, H, I, Í, J, K, L, M, N, Ñ, O, Ó, P, R, S, T, U, Ú, V, X, Z)

- waray-waray (abeceda A, B, K, D, G, H, I, L, M, N, Ng, P, R, S, T, U, W, Y[20])

### Íránské jazyky
- kurdština (abeceda dialektu Kurmanji A, B, C, Ç, D, E, Ê, F, G, H, I, Î, J, K, L, M, N, O, P, Q, R, S, Ş, T, U, Û, V, W, X, Y, Z, jednotná abeceda na kterou se v současné době (rok 2010) přechází A, B, C, D, E, É, F, G, H, I, Í, J, Jh, K, L, ll, M, N, O, P, Q, R, rr, S, Sh, T, U, Ú, Ù, V, W, X, Y, Z)

- jazyk wakhi (abeceda A, B, C, Č, Č̣, D, Ḍ, Δ, E, Ə, F, G, Ɣ, Ɣ̆, H, I, J̌, J̣̌, K, L, M, N, O, P, Q, R, S, Š, Ṣ̌, T, Ṭ, Θ, U, V, W, X, X̆, Y, Z, Ž, Ẓ̆, Ʒ, Ы[21])

- jazyk zazaki (abeceda A, B, C, Ç, D, E, Ê, F, G, Ğ, H, I, İ, J, K, L, M, N, O, P, Q, R, S, Ş, T, U, Ü, V, W, X, Y, Z)

### Turkické jazyky
- ázerbájdžánština
- kazaština
- turečtina
- turkmenština

- uzbečtina (abeceda A, B, D, E, F, G, H, I, J, K, L, M, N, O, P, Q, R, S, T, U, V, X, Y, Z, Oʻ, Gʻ, Sh, Ch, ʼ)

## Africké jazyky
- afarština (abeceda A, B, T, S, E, C, K, X, I, D, Q, R, F, G, O, L, M, N, U, W, H, Y[22])

- afrikánština

- bambarština (abeceda a, b, c, d, e, ɛ, f, g, h, i, j, k, l, m, n, ɲ, o, ɔ, p, r, s, t, u, w, y, z)

- bariština (abeceda A, B, 'B, D, 'D, E, G, J, I, Y, 'Y, K, L, M, N, Ŋ, Ny, O, Ö, P, R, S, T, U, W)

- berberské jazyky (abeceda A, Ɛ, B, C, Č, D, Ḍ, E, F, G, Ǧ, H, Ḥ, I, J, K, L, M, N, O, P, Q, Ɣ, R, S, Ṣ, T, Ṭ, U, V, W, X, Y, Z, Ẓ)

- jazyk dagbani (abeceda a, b, ch, d, dz, e, ɛ, f, g, gb, ɣ, h, i, j, k, kp, l, m, n, ny, ŋ, o, ɔ, p, r, s, sh, t, u, w, y, z, ʒ, ’)

- jazyk dinka (abeceda A, Ä, B, C, D, Dh, E, Ë, Ɛ, Ɛ̈, G, Ɣ, I, Ï, J, K, L, M, N, Nh, Ny, Ŋ, O, Ö, Ɔ, Ɔ̈, P, R, T, Th, U, W, Y)

- dholuo, luo (abeceda A, B, Ch, D, E, F, G, H, I, J, K, L, M, N, O, P, R, S, T, U, V, W, Y, Z[23])

- duálá (abeceda A, B, Ɓ, C, D, Ɗ, E, Ɛ, F, G, I, J, K, L, M, N, Ŋ, O, Ɔ, P, S, T, U, W, Y[24])

- ewe (abeceda A, B, D, Ɖ, Dz, E, Ɛ, F, Ƒ, G, Gb, Ɣ, H, I, K, Kp, L, M, N, Ny, Ŋ, O, Ɔ, P, R, S, T, Ts, U, V, Ʋ, W, X, Y, Z)

- ewondo (abeceda A, B, D, E, Ɛ, Ə, F, G, H, I, K, L, M, N, Ŋ, O, Ɔ, P, R, S, T, U, V, W, Y, Z[25])

- jazyk ga (abeceda A, B, D, E, Ɛ, F, G, H, I, J, K, L, M, N, Ŋ, O, Ɔ, P, R, S, T, U, V, W, Y, Z)

- ganda (abeceda A, B, C, D, E, F, G, I, J, K, L, M, N, Ny, Ŋ, O, P, R, S, T, U, V, W, Y, Z[26])

- gikuyu (abeceda a, b, c, d, e, g, h, i, ĩ, j, k, m, n, o, r, t, u, ũ, w, y)

- hauština (abeceda A, B, Ɓ, C, D, Ɗ, E, F, G, H, I, J, K, Ƙ, L, M, N, O, R, S, Sh, T, Ts, U, W, Y, Ƴ, Z, ʼ)

- herero (abeceda A, B, D, Ḓ, E, F, G, H, I, J, K, L, M, N, Ṋ, O, P, R, S, S̭, T, U, V, W, Y, Z, Z̭[27])

- chichewa (abeceda A, B, C, D, E, F, G, H, I, J, K, L, M, N, O, P, R, S, T, U, V, W, Ŵ, Z[28])

- igbo (abeceda A, B, Ch, D, E, F, G, Gb, Gh, Gw, H, I, Ị, J, K, Kp, Kw, L, M, N, Nw, Ny, Ñ, O, Ọ, P, R, S, Sh, T, U, Ụ, V, W, Y, Z)

- jorubština (abeceda A, B, D, E, Ẹ/E̩, F, G, Gb, H, I, J, K, L, M, N, O, Ọ/O̩, P, R, S, Ṣ/S̩, T, U, W, Y)

- jazyk kabiyé (abeceda A, B, C, D, Ɖ, E, Ɛ, F, G, Gb, Ɣ, H, I, Ɩ, J, K, Kp, L, M, N, Ñ, Ŋ, o, Ɔ, p, R, S, T, U, Ʋ (Ʊ), V, W, Y, Z)

- kanurština (abeceda A, B, C, D, E, Ǝ, F, G, H, I, J, K, L, M, N, Ny, O, P, R, Ɍ, S, Sh, T, U, W, Y, Z)

- konžština (abeceda a, b, d, e, f, g, h, i, k, l, m, n, ng', ny, o, p, r, s, t, u, v, w, y, z)

- lingala (abeceda A, B, C, D, E, Ɛ, F, G, Gb, H, I, K, L, M, Mb, Mp, N, Nd, Ng, Nk, Ns, Nt, Ny, Nz, o, Ɔ, p, R, S, T, U, V, W, Y, Z)

- jazyk mòoré (abeceda A, ʼ, B, D, E, Ɛ, F, G, H, I, Ɩ, K, L, M, N, O, P, R, S, T, U, Ʋ, V, W, Y, Z)

- nama (abeceda A, B, D, E, (F), G, Gy, H, I, (J), K, Kh, (L), M, N, Ṅ, O, P, R, S, T, Ts, U, (V), W, X[29], další písmena: ǀ, ǁ, ǂ, ǃ)

- oromština (abeceda A, B, C, Ch, D, Dh, E, F, G, H, I, J, K, L, M, N, Ny, O, P, Ph, Q, R, S, Sh, T, U, V, W, X, Y, Z[30])

- OshiWambo (abeceda A, B, D, E, F, G, H, I, J, K, L, M, N, O, P, R, S, T, U, V, W, Y, Z[31])

- jazyk ronga (abeceda A, B, C, D, E, G, H, I, J, K, L, M, N, Ṅ, O, P, R, S, Ŝ, T, U, V, W, X, Y, Z, Ẑ)

- rwandština

- jazyk sängö (abeceda A, B, D, E, F, G, H, I, K, L, M, N, O, P, R, S, T, U, V, W, Y, Z)

- jazyk serer (abeceda A, B, Ɓ, C, Ƈ, D, Ɗ, E, F, G, H, I, J, K, L, M, N, Ñ, Ŋ, O, P, Ƥ, Q, R, S, T, Ƭ, U, W, X, Y, Ƴ, ʼ)

- jazyk shona (abeceda a, b, bh, ch, d, dh, dy, dzv, e, f, g, h, i, j, k, m, mh, n’, n, o, p, r, sh, sv, svw, sw, t, tsv, ty, u, v, vh, w, y, z, zh, zv, zvw, zw)
  - dialekt ndau (abeceda a, b, bh, ch, d, dh, dy, dzv, e, f, g, h, i, j, k, l, m, mh, n’, n, o, p, q, r, sh, sv, svw, sw, t, tsv, ty, u, v, vh, w, x, y, z, zh, zv, zvw, zw)

- svahilština (abeceda A, B, Ch, D, E, F, G, H, I, J, K, L, M, N, O, P, R, S, T, U, V, W, Y, Z[32])

- tshiluba (abeceda A, B, C, D, E, F, G, I, J, K, L, M, N, Ny, Ng, O, P, R, S, Sh, T, U, V, W, Y, Z[33])

- tswa (abeceda A, B, C, D, E, G, H, I, J, K, L, M, N, Ṅ, O, P, R, S, Ŝ, T, U, V, W, X, Y, Z, Ẑ)

- twi (abeceda A, B, C, D, E, F, G, H, I, J, K, L, M, N, O, P, Ɛ, R, S, T, U, V, W, Ɔ, Y, Z)

- vendština (abeceda A, B, (C), D, Ḓ, E, F, G, H, I, (J), K, L, Ḽ, M, N, Ṋ, Ṅ, O, P, (Q), R, S, T, Ṱ, U, V, W, X, Y, Z)

- wolofština (abeceda a, à, aa, b, bb, c, cc, d, dd, e, ee, é, ée, ë, ëe, f, g, gg, i, ii, j, jj, k, kk, l, ll, m, mm, mb, n, nn, nc, nd, ng, nj, nk, nq, nt, ñ, ññ, η, ηη, o, oo, ó, óo, p, pp, q, r, rr, s, t, tt, u, uu, w, ww, x, y, yy)

- jazyk yao (abeceda A, B, Ch, D, E, G, I, J, K, L, Ly, M, N, Ng', Ny, O, P, S, T, U, W, Ŵ, Y)

- jazyk zarma (abeceda A, B, C, D, E, F, G, H, I, J, K, L, M, N, Ɲ/Ny, Ŋ, O, P, R, S, (T), U, W, Y, Z)

## Jihoamerické jazyky
- ajmarština (abeceda A, Ä, Ch, Chh, Ch', I, Ï, J, K, Kh, K', L, Ll, M, N, Ñ, P, Ph, P', Q, Qh, Q', R, S, T, Th, T', U, Ü, W, X, Y)

- guaraní (abeceda A, Ã, Ch, E, Ẽ, G, G̃, H, I, Ĩ, J, K, L, M, Mb, N, Nd, Ng, Nt, Ñ, O, Õ, P, R, Rr, S, T, U, Ű, V, Y, Ỹ, '

- kawésqar (abeceda a, æ, c, c', e, f, h, i, j, k, k', l, m, n, o, p, p', q, r, rr, s, t, t', u, w, x)

- kečuánština (abeceda A, Ch, H, I, K, L, Ll, M, N, Ñ, P, Q, S, T, U, W, Y)

## Severoamerické jazyky
- alabamština (abeceda A, B, Ch, D, E, F, H, I, K, L, M, N, O, P, S, T, W, Y[34])

- jazyk algonquin (abeceda a, à, b, ch, d, dj, e, è, f, g, h, i, ì, j, k, l, m, n, o, ò, p, q, r, s, sh, t, u, v, w/ȣ, x, y, z)

- saanština (abeceda A, Á, Ⱥ, B, C, Ć, Ȼ, D, E, H, I, Í, J, K, Ꝁ/K̵/₭, Ḵ, Ḱ, L, Ƚ, M, N, Ṉ, O, P, Q, S, Ś, T, Ⱦ, Ṯ, Ŧ, U, W, W̲, X, X̲, Y, Z, s, abeceda je definována pouze jako majuskulní.)

- seriština (abeceda A, C, Cö, E, F, H, I, J, Jö, L, M, N, O, P, Qu, R, S, T, X, Xö, Y, Z)

- jazyk zuni (abeceda A, B, Ch, E, H, I, K, L, Ł, M, N, O, P, S, T, U, W, Y[35])

### Eskymácké jazyky
- grónština

- inupiaq (abeceda A, Ch, G, Ġ, H, I, K, L, Ḷ, Ł, Ł̣, M, N, Ñ, Ŋ, P, Q, R, S, Sr, T, U, V, Y)

### Indiánské jazyky
- arapažština

- čejenština (abeceda a, e, h, k, ', m, n, o, p, s, š, t, v, x[36])

- hotcąk (abeceda A, Ą, B, C, E, G, Ğ, H, I, Į, J, K, M, N, O, P, R, S, Š, T, U, Ų, W, X, Y, Z, Ž[37])

- komančština
- lakotština

- mohawština (abeceda A, E, H, I, K, N, O, R, S, T, W, Y[38])

#### Muskožské jazyky
- Chickasaw (abeceda A, B, Ch, E, F, H, I, K, L, Lh, M, N, O, P, S, Sh, T, U, W, Y, '[39])

- Choctaw (abeceda A, B, Ch, E, F, H, I, K, L, Lh, M, N, O, P, S, Sh, T, Ʊ, U, W, Y[40])

- creek (abeceda A, C, E, Ē, F, H, I, K, L, M, N, O, P, R, S, T, U, V, W, Y[41])

## jazyky Oceánie
- drehu (abeceda A, B, D, E, Ë, G, H, I, J, K, L, M, N, O, Ö, P, Q, R, S, T, Th, U, V, W, X, Z[42])

- fidžijština

- havajština (abeceda A, E, I, O, U, Ā, Ē, Ī, Ō, Ū, H, K, L, M, N, P, W, ʻ[43])

- maorština (abeceda A, Ā, E, Ē, H, I, Ī, K, M, N, O, Ō, P, R, T, U, Ū, W, NG, WH)

- marshallština (abeceda A, Ā, B, D, E, I, J, K, L, Ļ, M, M̧, N, Ņ, N̄, O, O̧, Ō, P, R, T, U, Ū, W)

- niueština (abeceda A, E, I, O, U, F, G, H, K, L, M, N, P, T, V, R, S[44])

- rotokas

- samojština (abeceda A, E, F, G, I, L, M, N, O, P, S, T, U, V[45])

- tahitština (abeceda a, e, f, h, i, m, n, o, p, r, t, u, v, ’)

- tongánština (abeceda a, e, f, h, i, k, l, m, n, ng, o, p, s, t, u, v, ʻ)

## Umělé jazyky
- esperanto (abeceda A, B, C, Ĉ, D, E, F, G, Ĝ, H, Ĥ, I, J, Ĵ, K, L, M, N, O, P, R, S, Ŝ, T, U, Ŭ, V, Z[46])

- ido

- interglosa (abeceda A, B, C, D, E, F, G, H, I, J, K, L, M, N, O, P, Q, R, S, T, U, V, W, X, Y, Z[47])

- interlingua (abeceda A, B, C, D, E, F, G, H, I, J, K, L, M, N, O, P, Q, R, S, T, U, V, W, X, Y, Z)

- interlingue (abeceda A, B, C, D, E, F, G, H, I, J, K, L, M, N, O, P, Q, R, S, T, U, V, W, X, Y, Z)

- lingua franca nova (abeceda A, B, C, D, E, F, G, I, J, L, M, N, O, P, R, S, T, U, V, X, Z[48])

- lojban

- novial (abeceda A, B, C, Ch D, E, F, G, H, I, J, K, L, M, N, O, P, Q, R, S, Sh, T, U, V, W, X, Y, Z[49])

- novoslověnština (novoslověnština může být zapisována i cyrilicí nebo alfabetou)

- slovianski (slovianski může být zapisován i cyrilicí)
- slovio (slovio může být zapisováno i cyrilicí)

- volapük (abeceda a, ä, b, c, d, e, f, g, h, i, j, k, l, m, n, o, ö, p, r, s, t, u, ü, v, x, y, z)

- toki pona (abeceda A, E, I, J, K, L, M, N, O, P, S, T, U, W)